# Moschetto Balilla
Il moschetto Balilla era un fucile Carcano Mod. 91 in miniatura utilizzato dai bambini italiani durante il ventennio fascista.
Il nome ufficiale era Moschetto regolamentare Balilla modello 1891 ridotto e, secondo il volere di Benito Mussolini e degli altri gerarchi del Partito Nazionale Fascista, fu usato per l'addestramento della gioventù italiana all'uso e alla familiarità con le armi. Adolf Hitler imitò successivamente in Germania l'organizzazione paramilitare giovanile italiana, istituendo, nel Partito Nazista tedesco, i riti di addestramento paramilitare della Hitler-Jugend.

## Storia
L'arma fu voluta dalla presidenza centrale dell'Opera Nazionale Balilla, fondata nel 1926, per un addestramento premilitare dei giovani di età compresa tra gli 8 e i 14 anni. Il moschetto fu prodotto dall'azienda F.N.A. con sede a Brescia (precedentemente nota come P. Lorenzotti), dalla fabbrica Napoleone e Vittorio Castelli (sempre di Brescia) e, in seguito, anche dalla Grazian di Verona.
Dopo il 1937, data di scioglimento dell'Opera Nazionale Balilla, i moschetti furono ornati da fregi sulla culatta relativi alla Gioventù Italiana del Littorio (GIL).

## Produzione
Si stima che, tra il 1930 e il 1940, ne siano stati prodotti circa 30.000 esemplari. Un certo numero di esemplari fu portato in patria da soldati statunitensi impegnati, in Italia, nelle operazioni militari degli Alleati durante la seconda guerra mondiale. Nonostante tali cifre, il fucile, noto negli Stati Uniti come Youth Italian Carbine (YIC), è considerato piuttosto raro dal mercato collezionistico. Ancor più rare sono le speciali cartucce a salve, che sono diventate oggetti da collezione preziosi e ricercati.

## Caratteristiche

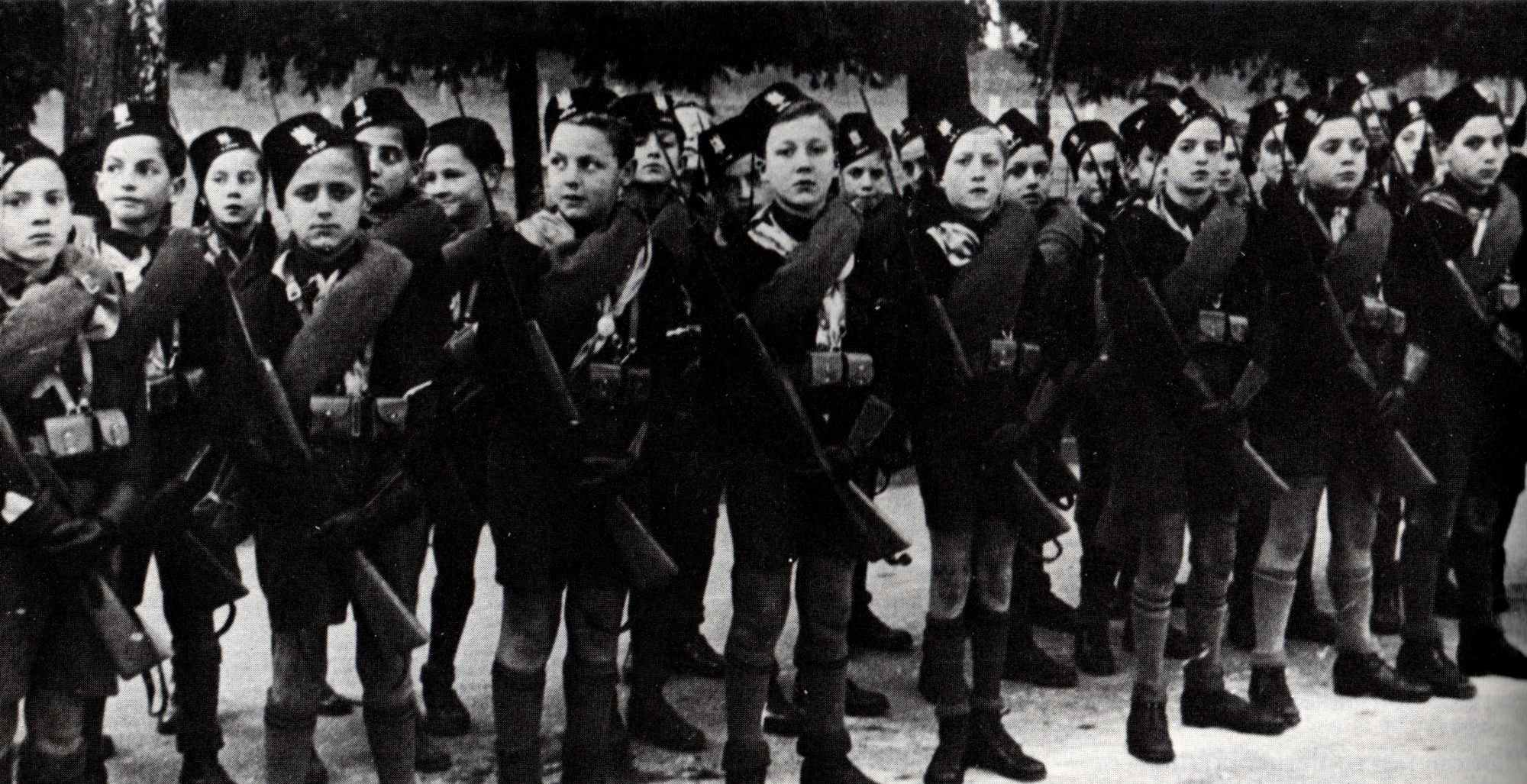
Un'adunata di Balilla con il moschetto a tracolla

L'arma era una riproduzione quasi identica - ma in scala ridotta - del Carcano-Mannlincher mod. 1891 per cavalleria con baionetta a punteruolo ripiegabile, la cui punta era stata smussata per renderla inoffensiva.
I primi modelli erano capaci di sparare cartucce da 6,5 mm o depotenziate da 5,5 mm con 4 righe destrorse, passo costante e dotati di culatta mobile grazie alla filettatura. Il moschetto aveva un alzo graduato da 3 a 13 hm e, presso il rialzo, era posta una sporgenza sulla quale era stampata la fabbrica di provenienza, l'anno, e la sua matricola univoca, mentre sulla culatta veniva impresso il fregio dell'Opera Nazionale Balilla (ONB) assieme a possibili targhe commemorative riferite alla figura di Giovan Battista Perasso detto Balilla, o di altri giovani patrioti italiani. Su questo moschetto vi era la possibilità di innestare la baionetta.
In seguito furono vietate le munizioni a palla su questo tipo di moschetto e quindi i modelli successivi avevano la canna ostruita, e potevano camerare solo cartucce di carta. Per questa ragione il moschetto, pur essendo dotato di camera di scoppio, poteva essere caricato solo con cartuccia "a salve", con speciali munizioni appositamente prodotte. Queste nuove tipologie erano dotate di canne lisce nella cui culatta, poiché priva di filettatura, veniva inserito un legnetto. Anche altre aziende fabbricarono il moschetto Balilla, anche adottando procedure più semplici, come, ad esempio, ostruendo la canna e predisponendo l'otturatore senza l'estrattore. Divenne quindi un'arma inoffensiva, a differenza dei fucili per bambini venduti negli Stati Uniti d'America, gli Youth rifle, che sono armi a pieno titolo. Il Moschetto Balilla era prodotto da fabbriche d'armi giocattolo.